# تلیو
تلیو (به ایتالیایی: Teglio) یک کومونه در ایتالیا است که در استان سوندریو واقع شده‌است. تلیو ۱۱۵٫۳ کیلومتر مربع مساحت و ۴٬۷۳۷ نفر جمعیت دارد.